# Vor Frue Kirke (Svendborg)
 For alternative betydninger, se Vor Frue Kirke. (Se også artikler, som begynder med Vor Frue Kirke)
Vor Frue Kirke i Svendborg er en senromansk langkirke fra 1253-1279, beliggende på byens højeste punkt inden for de gamle volde, på bakken ved torvet.

## Bygningen
Kirken har gennem tiderne gennemgået mange restaureringer. I 1884 blev kirken restaureret ved arkitekt Ove Petersen. Samtidig afgravede og planerede man den bakke, kirken er opført på. Fra 2003 til 2004 gennemgik kirken en totalrenovering.
Bygningen er opført i røde munkesten på en sokkel af granit. I de tilmurede vindueshuller, kan man stadigvæk se rundbuestilen. I senmiddelalderen omdannedes kirken til en korskirke i gotisk stil hvor koret fik en lige afslutning og hvælvinger med ottedelte ribber. Hvor korsarmene mødes, er der to malede ruder malet af den færøske kunstner Tróndur Patursson. Den blårøde rude i nord viser Golgatascenen og den lysende gyldne rude i syd fortæller om håbet og opstandelsen, idet det kædes sammen med Jakobsstigen fra Det Gamle Testamente.
Klokketårnet afsluttes med et teglhængt pyramideformet spir og øverst med et dobbelt lanternespir fra 1768. Spiret blev i 1936 beklædt med kobber. I tårnet er der tre kirkeklokker hvor den største ("Tolvklokken") blev støbt i 1656 af Baltzer Melchior. "Mellemklokken" er fra ca. 1450, mens "Stormklokken" blev støbt af Poul Grydestøber i 1505.
Klokkespillet i spirets nederste lanterne er støbt i 1958 hos Petit & Fritsen i Holland. De 27 klokker har en samlet vægt på ca. 2,7 tons og spiller med fire timers mellemrum mellem kl. 8 og kl 22 automatisk fire salmer. Det kan tillige betjenes fra et stokklaver. Klokkespillet er udvidet til 36 klokker efter 2000.

## Interiør
Døbefonten er udført i marmor af billedhuggeren Otto Evens og er udsmykket med symbolerne for tro, håb og kærlighed.
Prædikestolen er fra omkring 1597 og er udsmykket med billedskærerarbejder fra 1884: Jesus og de fire evangelister med deres symboler.
Altertavlen er fra omkring år 1600. Billedet i midterfeltet af Kristus i Getsemane er malet af C.W. Eckersberg og skænket til kirken i 1828 af den senere Christian 8. Øverst på altertavlen ses treenighedssymbolet med Guds øje, der våger over menigheden.
Orgelet blev bygget i 1958 af Troels Krohn ved Frederiksborg Orgelbyggeri. Det er udstyret med 28 stemmer (ca. 1900 piber) på fire værker: Fortil rygpositiv og pedal, bagtil hovedværk og brystværk med svelledøre.